# Xã La Plata, Quận Macon, Missouri
Xã La Plata (tiếng Anh: La Plata Township) là một xã thuộc quận Macon, tiểu bang Missouri, Hoa Kỳ. Năm 2010, dân số của xã này là 1.596 người.